# ムブンダ王国
ムブンダ王国 (ムブンダ語: Chuundi ca Mbundaまたは Vumwene vwa Mbunda、 ポルトガル語: Reino dos Bundas) は、アフリカ大陸中央部の西方、アンゴラ南東部に位置した国。モシコ中央部の ミティモイから南東部のクアンド・クバンゴ州に広がる領域を持っており、境界はナミビアにまで達した。王国は王を意味するムウェネ・ワ・ンゴマ (Mwene wa Ngoma) に統治されていた。
王国は最終的に1914年、コロンゴンゴ戦争でポルトガルに征服された。